# Щилян Попов
Щилян Стоянов Попов е български актьор и театрален деец.

## Биография
Роден е в Сливен на 17 юли 1891 г. Дебютира през 1909 г. в пътуващата трупа „Свободно изкуство“ на Г. Енфеев. Участва в представления на пътуващия театър „Роза Попова“. През 1910-1911 г. играе в Пловдивския градски театър. По време на войните, между 1912 и 1918 г., организира драматични трупи във Враца, Разград, Русе, Бургас и Сливен. От 1919 до 1920 г. работи в Плевенския градски театър, след което ръководи театъра в Габрово от 1920 до 1921 г. През 1921-1938 г. играе на сцените на Варненския общински театър, Популярния театър, Шуменския драматичен театър и Русенския общински театър. В 1938-1939 г. е режисьор и директор на Пловдивския областен театър, след това е режисьор в Хасковския градски театър. От 1941 до 1944 г. играе на сцената на Скопския народен театър. След 1944 г. играе в Драматичния театър в Русе.
Почива в Русе на 7 юли 1968 г.

## Роли
Щилян Попов изиграва множество роли, по-значимите са:
- Исак – „Иванко“ на Васил Друмев;
- Вълчан Нанов – „Боряна“ на Йордан Йовков;
- Герака – „Гераците“ от Елин Пелин;
- Странджата – „Хъшове“ от Иван Вазов;
- Градоначалника – „Ревизор“ от Николай Гогол.[1]